# Metapterygota
Metapterygota là một nhánh của các con trùng có cánh theo bộ Odonata và thuộc hạ lớp Neoptera.